# まなざし☆デイドリーム
「まなざし☆デイドリーム」は、さかいゆうの2枚目のシングル。

## 収録曲
- 全作詞・作曲・編曲：さかいゆう

1. まなざし☆デイドリーム
  - フジテレビ系アニメ『のだめカンタービレ フィナーレ』主題歌
  - 1stアルバム『Yes!!』収録
  - 出だしや間奏部分で、ヨハン・ゼバスティアン・バッハの「主よ、人の望みの喜びよ」のアレンジが使用されている。
2. sammy
3. みち
4. ACROSS THE UNIVERSE
5. まなざし☆デイドリーム<backing track>